# Steeple, Essex
Steeple är en by och civil parish i Maldon i Essex i England. Orten har 450 invånare (2001). Byn nämndes i Domedagsboken (Domesday Book) år 1086, och kallades då Stepla.